# バスプ
有限会社バスプ（V.A.S.P. Inc.）は、東京都港区に本社がある企業。タレントプロダクションとして、主にラジオパーソナリティ、ディスクジョッキー、ナレーターなどで活躍するタレントのマネジメント・養成・プロモーションを行うほか、レコードレーベル「バスプレコーズ」の運営や録音スタジオ「handsome boy studio」の経営、イベントの企画・運営、衣装製作などを行う。

## 主な所属者
（2019年現在）

### 男性
- 石川舜一郎
- DJ TARO
- ベルナール・アッカ（元・塩コショー）
- 山中タイキ
- REI

### 女性
- 池山文
- 稲葉智美
- 宇佐美友紀（元AKB48）
- 上野智子
- 大出佐智子
- 奥田明日美
- 金子桃
- 鬼頭由芽
- 佐藤千晶
- DJ HERI
- 遠近由美子
- 花上裕香
- 藤本えみり
- 三好ユウ
- 武藤千春
- 山田真以
- RIBEKA

## 業務提携
- 丸山周
- 南隼人
- MEGURU
- 五戸美樹

## かつての所属者
※はPrestage所属。
- 伊達淳彦※
- nico
- 阿部ひろ
- naoco
- ヒライユミカ
- 本多慶子
- 水口円※
- 山川牧

### 業務提携
- 鈴木まひる
- 冨永あきのり